# Sigurjón Jónsson
Pour les articles homonymes, voir Jónsson.
Sigurjón Jónsson est un joueur puis entraîneur islandais de football né le 26 avril 1909 et mort le 15 mai 2005. Il évoluait au poste de défenseur au sein du KR.

## Joueur
Sigurjón effectue des études en génie mécanique et en ferronnerie. 
Dans le même temps, il joue en tant que défenseur dans le club du KR Reykjavik, durant les années 1920 et 1930.
Il côtoie au sein de l'équipe son frère Hákon ainsi que Björgvin Schram, qui sera bien des années plus tard son successeur à la tête de la fédération d'Islande de football.
Sous les ordres de Guðmundur Ólafsson, le KR est à cette époque irrésistible, remportant sept titres sur neuf possibles entre 1926 et 1934. Il joue son dernier match en 1943.
Parallèlement, et alors sous domination danoise, l'Islande organise tout de même le premier match de sa sélection nationale. 
Ce match non officiel la met aux prises avec les îles Féroé, le 29 juillet 1930.
Sigurjón, de même que ses coéquipiers du KR Þorsteinn Einarsson, Hans Kragh et Gísli Guðmundsson, fait partie de ces pionniers qui remportent le match 1-0.
Après cette belle carrière de joueur, il raccroche les crampons et s'intéresse au métier d'entraineur.

## Après-carrière
Sigurjón prend en main son club de toujours, le KR, en 1942. Il restera trois ans à la tête du club de Reykjavik, un temps accompagné de Björgvin Schram, avant de laisser la main à son frère Óli, en 1945.
Il entraîne également la division handball du KR.
Il est juge de ligne lors du premier match officiel de l'Islande, le 17 juillet 1946 face au Danemark .
En 1952, il est choisi pour prendre la succession de Jón Sigurðsson, devenant ainsi le troisième président de la fédération islandaise de football, dont il est l'un des fondateurs.
Fortement engagé dans les combats sociaux, il siège au conseil de l'Alþýðusamband Íslands, la Fédération islandaise du travail (l'ASÍ) de 1948 à 1952.
Il occupe également divers postes politiques au sein du Sjálfstæðisflokkurinn, le Parti de l'indépendance islandais.

## Autres
Ses trois frères ont joué pour le KR, et deux d'entre eux (Óli et Guðbjörn) ont également entraîné le club, remportant de nombreux succès.
Son père Jón Jónsson et Ellert Kristofer Schram, le père de Björgvin et grand-père de Ellert, étaient tous deux marins, et se connaissaient bien. Leurs familles sont ainsi restées proches.
Il continuera à suivre assidument les matchs du KR, jusqu'à sa mort en mai 2005, trois mois après son frère Óli. 

## Palmarès

### Joueur
- KR
  - Champion d'Islande en 1927, 1928, 1929, 1931, 1932 et 1934